# Hellmuth Felmy
Hellmuth Felmy (Berlino, 28 maggio 1885 – Darmstadt, 14 dicembre 1965) è stato un militare tedesco, generale e criminale di guerra durante la seconda guerra mondiale, comandante delle forze nella Grecia e nella Jugoslavia occupate. Come alto ufficiale della Luftwaffe, Felmy fu processato e condannato nel processo degli ostaggi del 1948.

## Biografia
Walter Hellmuth Wolfgang Felmÿ è nato il 28 maggio 1885 a Berlino da Otto Emil Alexander e Anna Martha Maria [Fleischer] Felmÿ. Nel 1904 si arruolò nell'esercito imperiale e, nel 1912, Felmy frequentò la scuola di volo per diventare pilota dell'Aeronautica Militare Imperiale. Durante la prima guerra mondiale, Felmy comandò uno squadrone sul fronte turco. Dopo la guerra, rimase nell'esercito tedesco. Felmy alternava incarichi di fanteria e di aviazione nella Reichswehr della Repubblica di Weimar. Il 4 febbraio 1938 Felmy fu promosso General der Flieger.
All'inizio della seconda guerra mondiale, Felmy comandò la Luftflotte 2 della Luftwaffe. Il 12 gennaio è stato licenziato a causa dell'incidente di Mechelen e sostituito da Albert Kesselring. Anche la reputazione dei suoi figli, anch'essi membri della Luftwaffe, fu offuscata. Nel tentativo di riabilitare la sua famiglia si unì al partito nazista.
Nel maggio 1941, Felmy fu chiamato dall'Alto Comando delle Forze Armate (Oberkommando der Wehrmacht, o OKW) per essere il comandante del Sonderstab F, la missione militare fallita in Iraq. Mentre Felmy era General der Flieger, non era responsabile del comando della componente dell'aeronautica dello Stato Maggiore. La missione Sonderstab F è durata dal 20 maggio al 20 giugno, Felmy ha comandato la missione in Iraq dalla Grecia occupata.
Dopo il fallimento della missione Sonderstab F, Felmy fu nominato comandante del Gruppo d'armate Grecia meridionale (Befehlshaber Südgriechenland). Dal 1942 al 1943 rimase in Grecia e comandò un'unità di "dispiegamento speciale" (zur besonderen Verwendung, o zb V.) a lui intitolata (zb V. Felmy). Dal 1943 al 1944 comandò il LXVIII Corpo d'Armata dell'Esercito Tedesco. Alla fine del 1944, il LXVIII Corpo si trasferì dalla Grecia alla Jugoslavia. Dal 1944 al 1945 comandò il XXXIV Corpo d'Armata. Nel 1945, il XXXIV Corpo fu sconfitto durante l'offensiva generale partigiana jugoslava di marzo e aprile.
Nel 1948, durante il processo agli ostaggi a Norimberga, Felmy fu condannato per crimini di guerra in Grecia e fu condannato a 15 anni. La sua sentenza è stata rivista dal Peck Panel. Fu rilasciato subito, il 15 gennaio 1951. Il 14 dicembre 1965, Felmy morì a Darmstadt, nella Germania occidentale.

## Nella cultura di massa
Nel 2007, gli scritti di Felmy sui cosacchi che hanno combattuto per i tedeschi, insieme a quelli di Walter Warlimont, sono stati pubblicati su The Cossack Corps.
Il figlio di Felmy, Hansjörg Felmy (1931-2007), è stato un attore di successo ed è apparso nei film Torn Curtain e Brainwashed.